# بخش ماهان
بخش ماهان یکی از بخش‌های شهرستان کرمان در استان کرمان ایران است.

## وضعیت آب و هوایی
ماهان خوش آب و هواترین منطقه نزدیک به کرمان است که صاحب دو جاذبه گردشگری مشهور است: باغ شاهزاده که از باغ‌های مشهور ایرانی و ساخته شده در دوران قاجار است و مزار شاه نعمت‌الله ولی عارف و شاعر نامی سده نهم هجری. شرکت هواپیمائی ماهان نام خود را از این شهر گرفته است.
می‌گویند شاه نعمت‌الله ولی پس از سیر و سفر فراوان از حلب تا هند سرانجام تصمیم به ماندن در ماهان می‌گیرد. وی شبی در ماهان شمعی روشن کرد و تا صبح زیر نور آن شمع خواند و نوشت. صبح فردا به همراهانش گفت من تصمیم دارم در دهکده‌ای اقامت گزینم که باد مخالف شمعی را خاموش نمی‌کند.
شاه نعمت‌الله ولی در شعری در مورد ماهان سروده است:
| هر چند که پرورده این آب و گلیم |  | شک نیست که از روی کریمان خجلیم  |
| در روی زمین نیست چو ماهان جائی |  | ماهان دل عالم است و ما اهل دلیم |

انگور ماهان بهترین رقم انگور در استان کرمان است.

## تقسیمات کشوری
- بخش ماهان
  - دهستان ماهان
  - دهستان قناتغستان

شهرها: ماهان، جوپار، محی‌آباد

## جمعیت
بنابر سرشماری مرکز آمار ایران، جمعیت بخش ماهان شهرستان کرمان در سال ۱۳۹۵ برابر با ۳۳۵۲۱ نفر بوده است.

## رتبه بخش در استان
بخش ماهان براساس سرشماری سال ۹۵ چهارمین بخش پرجمعیت استان کرمان می‌باشد.
لیست ۱۰ بخش پرجمعیت استان کرمان که در آینده شهرستان خواهند شد.
- منبع: فهرست بخش‌های استان کرمان

| ردیف | بخش            | شهرستان  | جمعیت سال ۱۳۹۵ |
| ---- | -------------- | -------- | -------------- |
| ۱    | بخش بروات      | بم       | ۵۹٬۶۱۲         |
| ۲    | بخش اسماعیلی   | جیرفت    | ۴۲٬۸۶۷         |
| ۳    | بخش ساردوئیه   | جیرفت    | ۳۹٬۱۵۸         |
| ۴    | بخش ماهان      | کرمان    | ۳۳٬۵۲۱         |
| ۵    | بخش گلباف      | کرمان    | ٣٢٣۵۴          |
| ۶    | بخش چترود      | کرمان    | ۳۱٬۱۸۳         |
| ۷    | بخش زیدآباد    | سیرجان   | ۲۷٬۸۱۸         |
| ۸    | بخش نگین کویر  | فهرج     | ۲۶٬۹۲۲         |
| ۹    | بخش گنبکی      | ریگان    | ۲۵٬۹۷۶         |
| ۱۰   | بخش چاه دادخدا | قلعه گنج | ۲۵٬۵۴۰         |

هم اکنون جمعیت بخش ماهان از  شهرستان کوهبنان بیشتر است که در زیر آمده است.
| ردیف | شهرستان         | مرکز    | تاریخ تأسیس | جمعیت! |
| ---- | --------------- | ------- | ----------- | ------ |
| ۱    | شهرستان کوهبنان | کوهبنان | ۱۳۸۳        | ۲۱٬۲۰۵ |